# Château de La Motte (Lyon)
Pour les articles homonymes, voir Château de la Motte.
Le château de La Motte (ou La Mothe) est situé dans le 7e arrondissement de Lyon, rive gauche, dans le département du Rhône. Il se dresse au voisinage de la bifurcation des anciennes routes de l’est et du sud de Lyon, à la frontière entre le Dauphiné et le Lyonnais. Il occupe une petite élévation, une motte castrale, (d’où il tire son nom) qui le mettait à l’abri des inondations et lui assurait une bonne visibilité avant l’urbanisation du quartier de la Guillotière.

## Description
Dans l’attente des résultats des fouilles archéologiques entreprises sur les lieux, il n’est pas possible d’établir avec certitude une occupation antérieure au XVe siècle.
Les bâtiments, flanqués de tours rondes et d’une tour carrée composent un quadrilatère irrégulier entourant une cour d’honneur. L’entrée, au sud, a conservé des mâchicoulis. Un donjon domine l’ensemble. Au XVIIIe siècle, le mur occidental fut remplacé par une terrasse. Une chapelle était encore visible au XIXe siècle.
Une plaque à la mémoire du général Toussaint Campi (1777 – 1832) est apposée sur la façade est du château.
Les dépendances, sans doute édifiées à la fin du XVIe siècle, comprennent deux étables avec greniers, un auvent abritant un pressoir et un bassin, et deux granges.
Des origines jusqu’au XIXe siècle, le domaine couvre un peu plus de 17 hectares.
Les façades et les toitures sont inscrites à l’inventaire supplémentaire des monuments historiques par arrêté du 4 novembre 1983.
Une partie du domaine est ouverte au public. actuellement en travaux

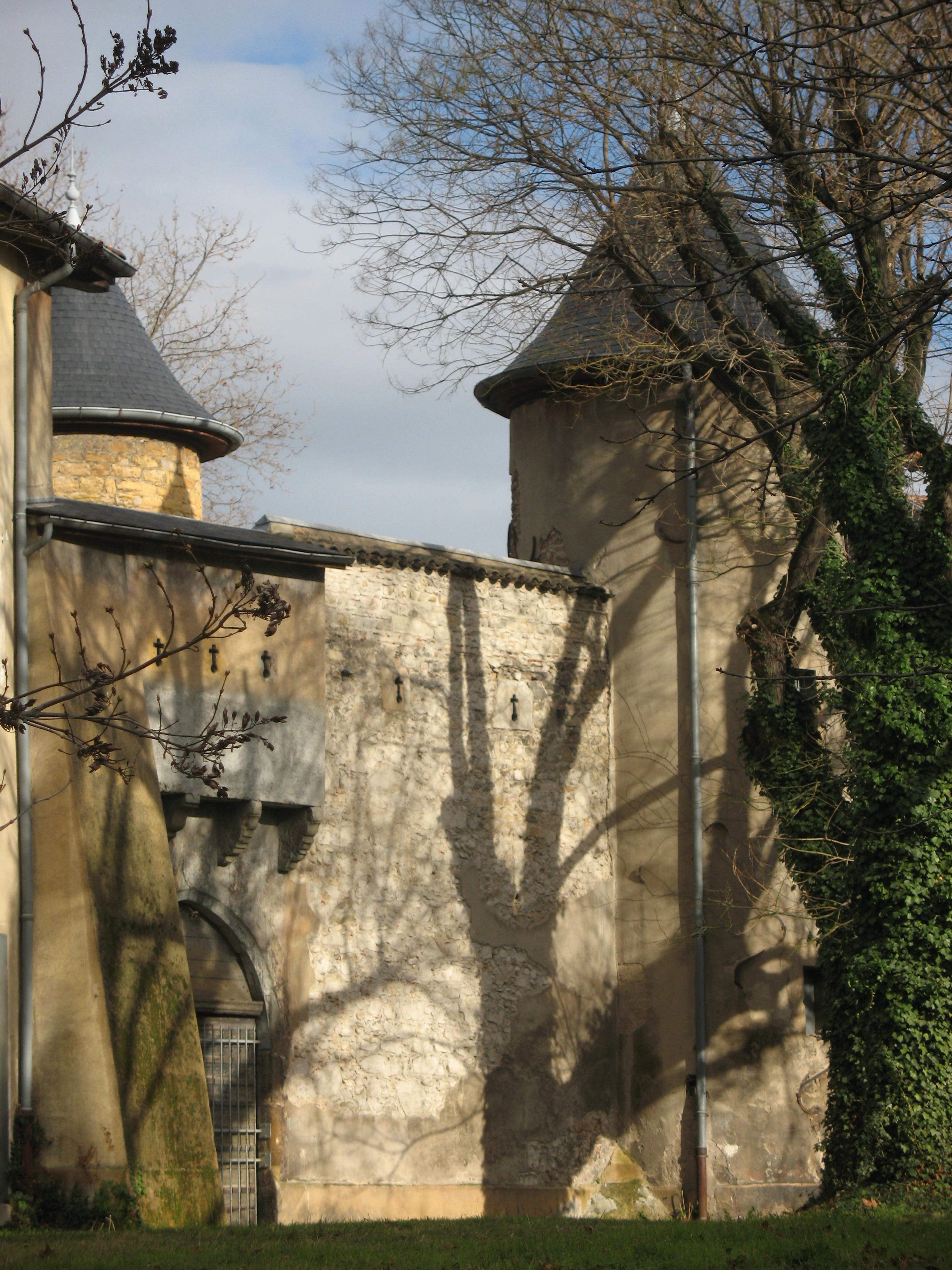
Entrée principale
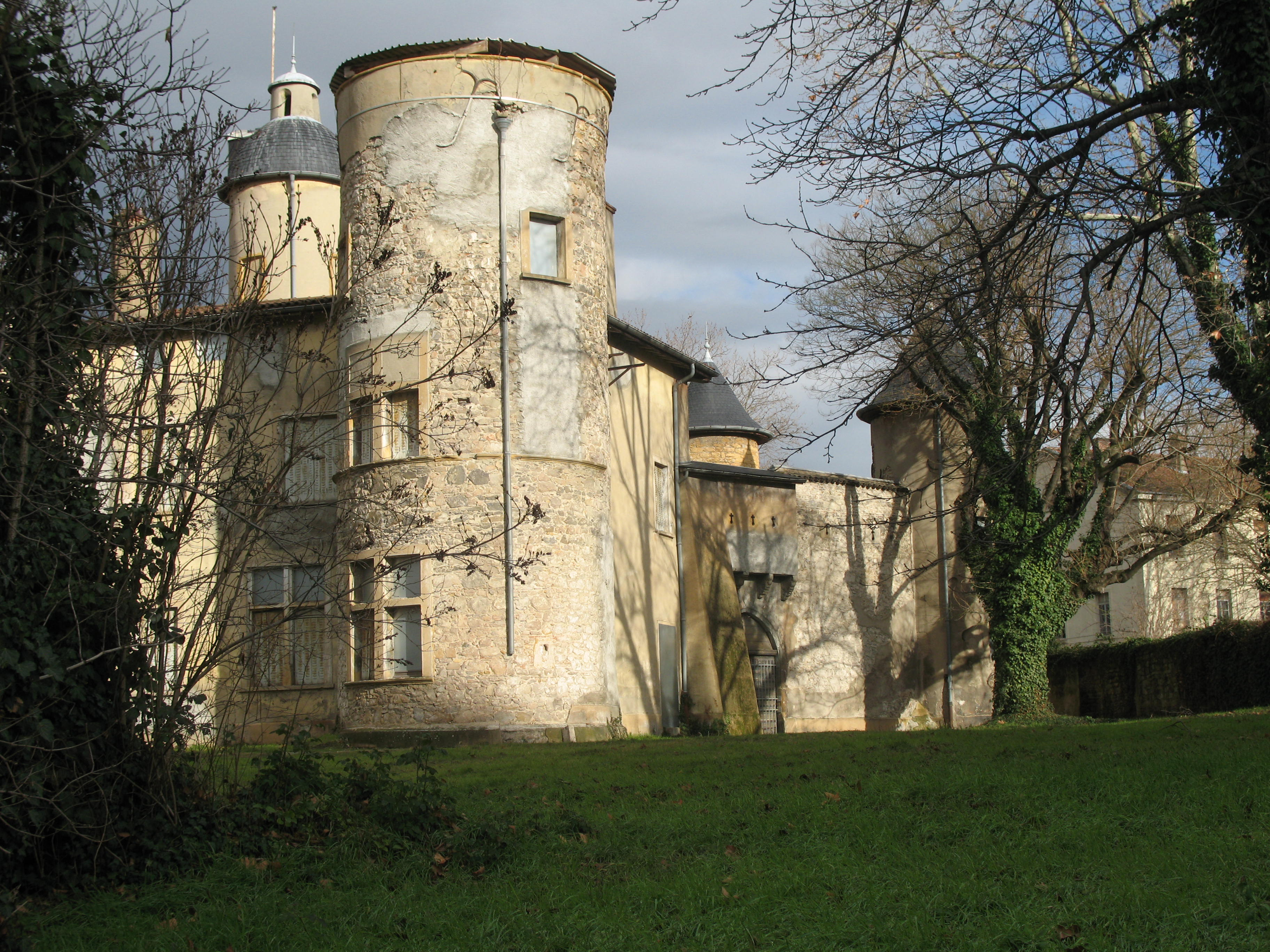
Côté sud
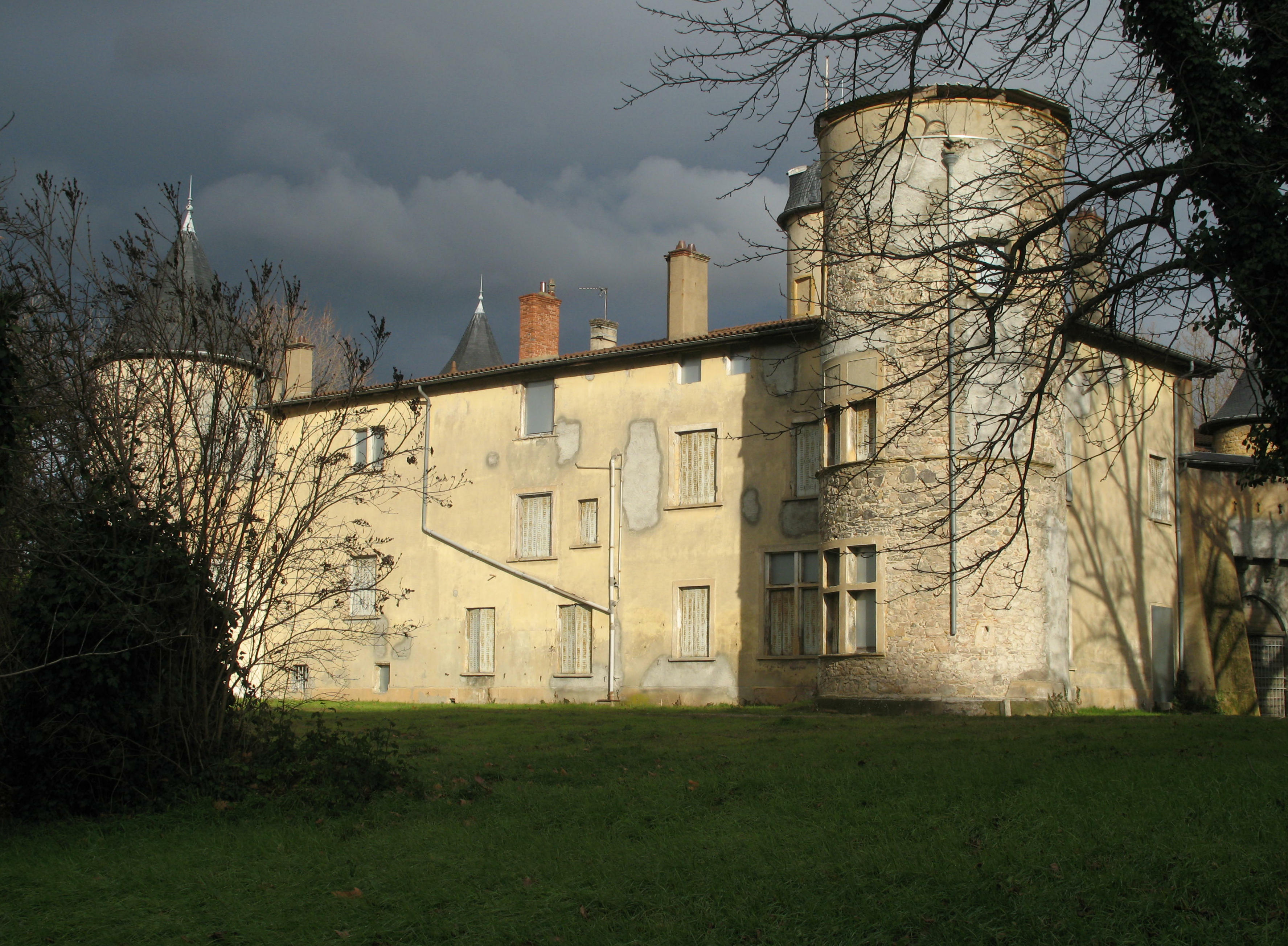
Façade ouest
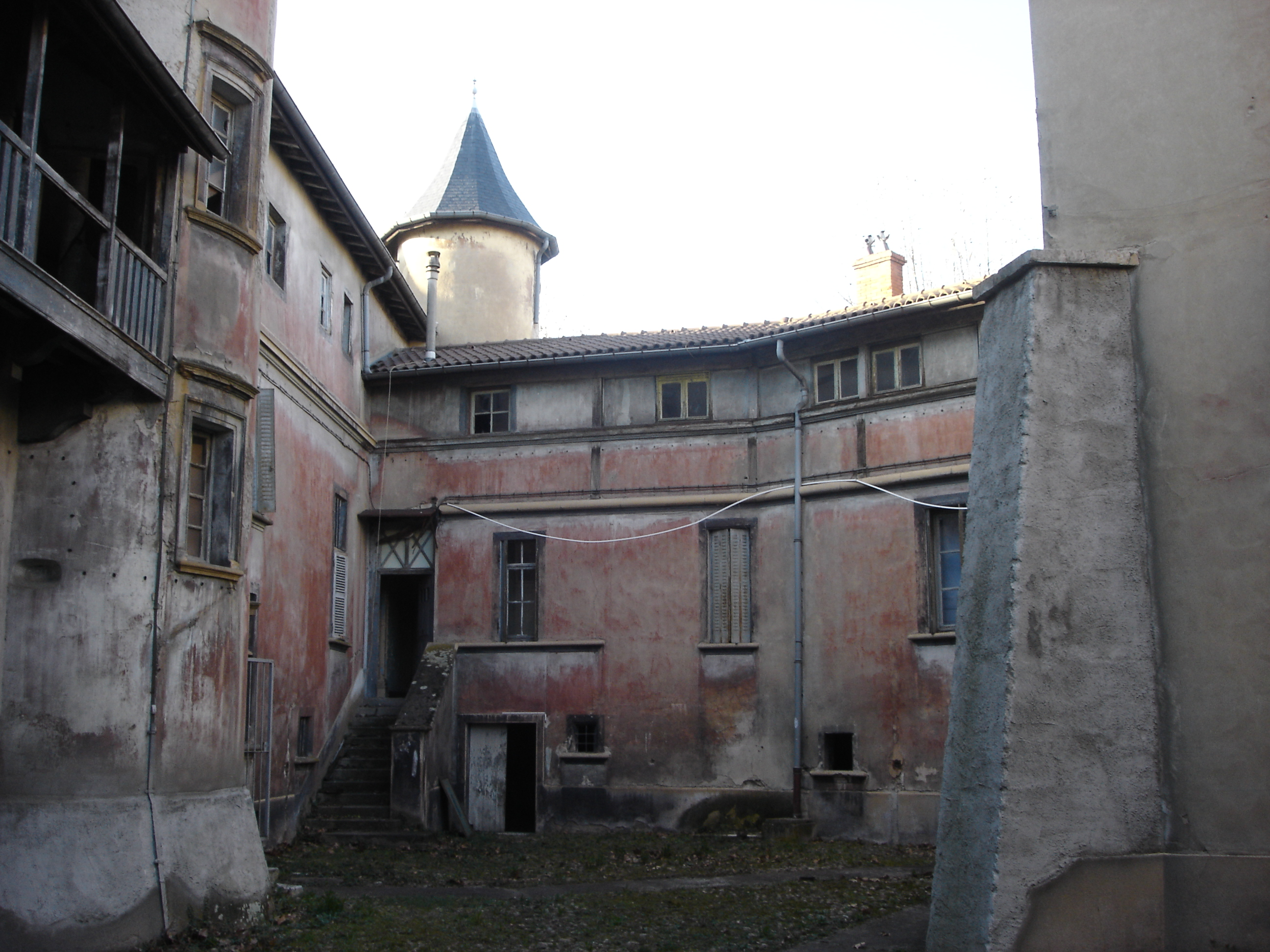
Cour intérieure

## Historique
Le site est chargé de plusieurs siècles d'histoire 

### Création de la Grande-Motte
Le lieu-dit la Grande-Motte à la Guillotière est créé artificiellement à l'époque gallo-romaine pour protéger des inondations et assurer une grande visibilité et une meilleure défense. Au Moyen Âge, un château baptisé La Motte est érigé pour conforter la position stratégique du lieu, au débouché des routes reliant Lyon aux Alpes, à l'Italie et à la vallée du Rhône.

### Lieu de résidence prisée

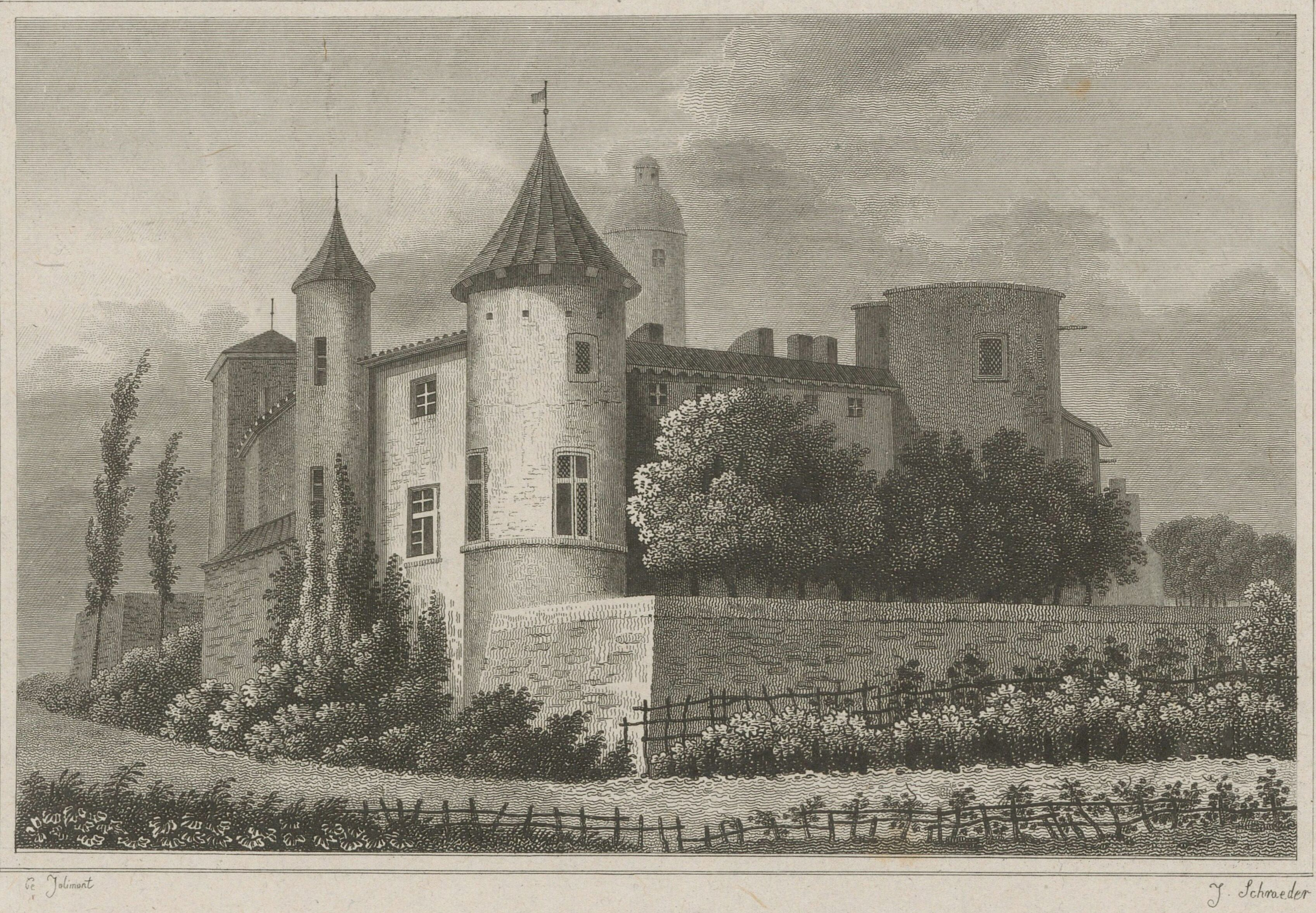
Estampe du Château de La Motte, vers 1830.

Au XVe siècle et au début du XVIe siècle, la famille de Villeneuve est propriétaire du fief.
Jean accueille en 1476 les assises du Parlement de Grenoble ; il épouse Catherine de Bletterens ( - 1491);
Humbert ( - 1515), fils des précédents, est lieutenant général de la sénéchaussée de Lyon, puis second président au Parlement de Toulouse, puis premier président au Parlement de Bourgogne;
Charles, fils du précédent, baron de Joux, épouse Marie d’Amanzé ; il vend le domaine.
En 1530, Hugues du Puys, conseiller du Roi et lieutenant de la sénéchaussée de Lyon, achète la propriété au précédent.
En 1556, le cardinal Caraffa, neveu et légat du pape Paul IV, y attend la venue du roi  Henri II à qui il doit remettre une épée bénie par le pape.
En 1600, Marie de Médicis, qui va épouser  Henri IV à Lyon, assiste à une messe au château de La Motte et y dîne. Elle y retourne en 1622, avec Anne d’Autriche et Richelieu, à la rencontre de Louis XIII revenant de Montpellier où il avait dû réduire une révolte de Protestants. Un « petit palais » et un théâtre sont édifiés à l’occasion sous la direction d’Hugues Cripier.

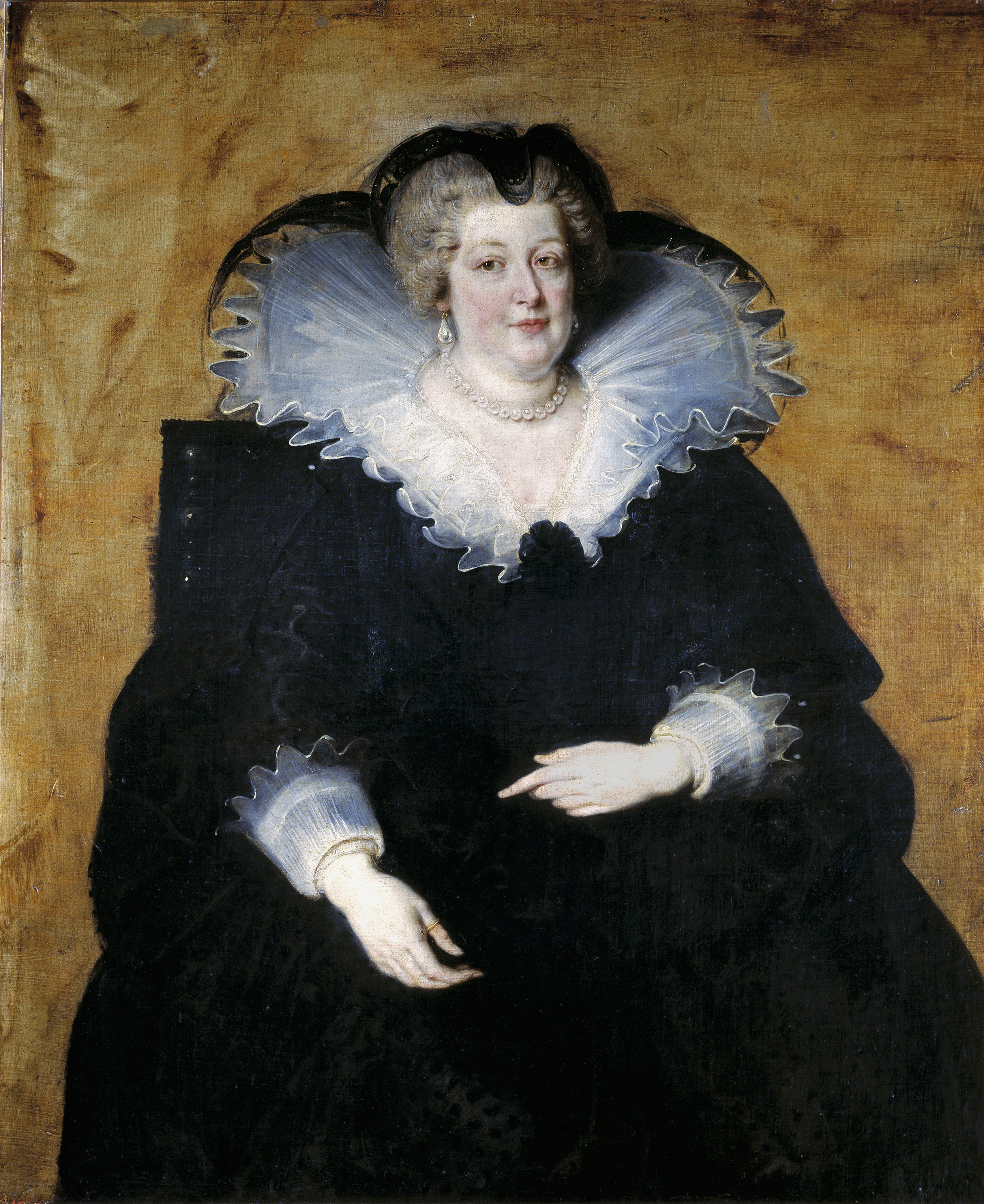
Marie de Médicis
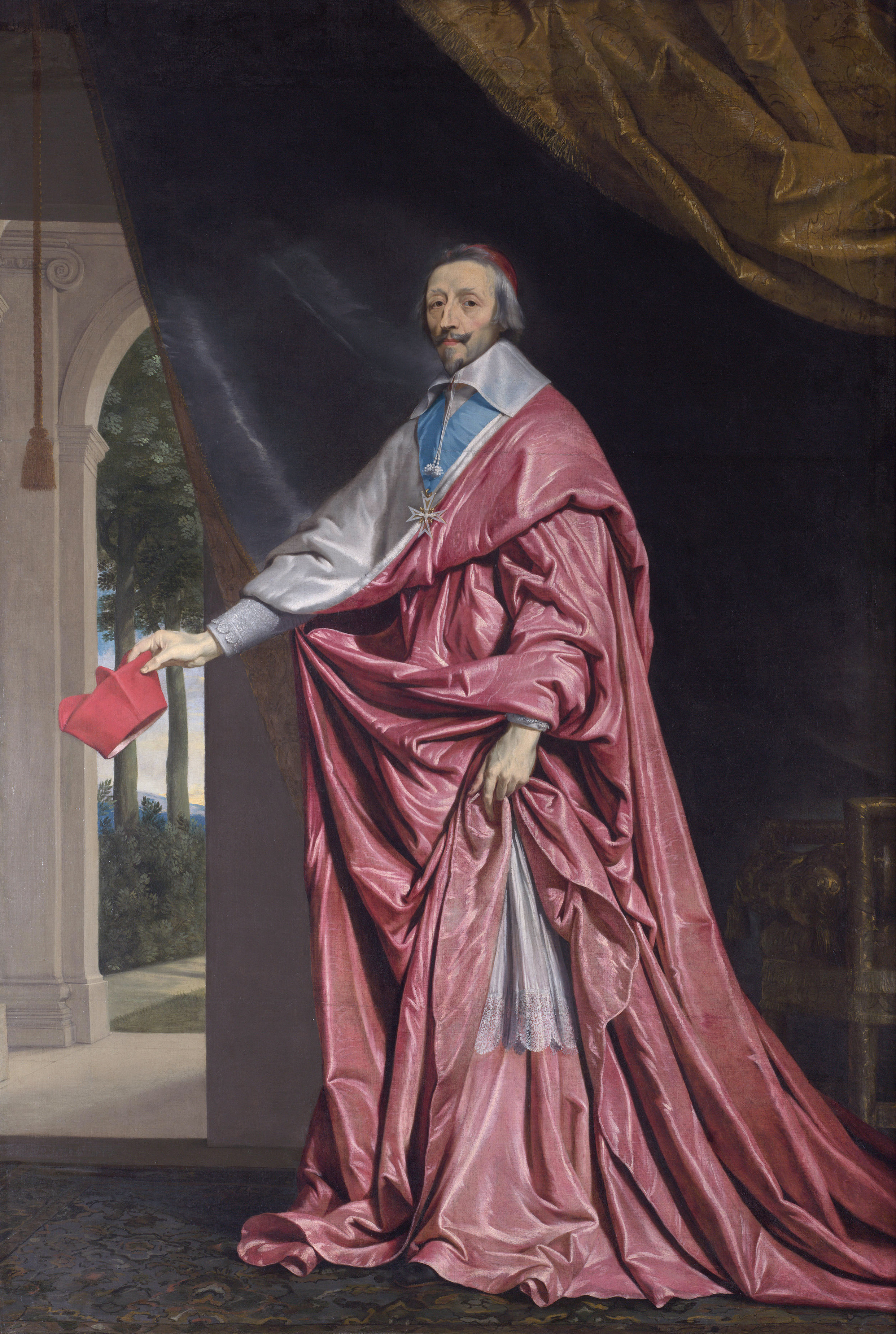
Richelieu
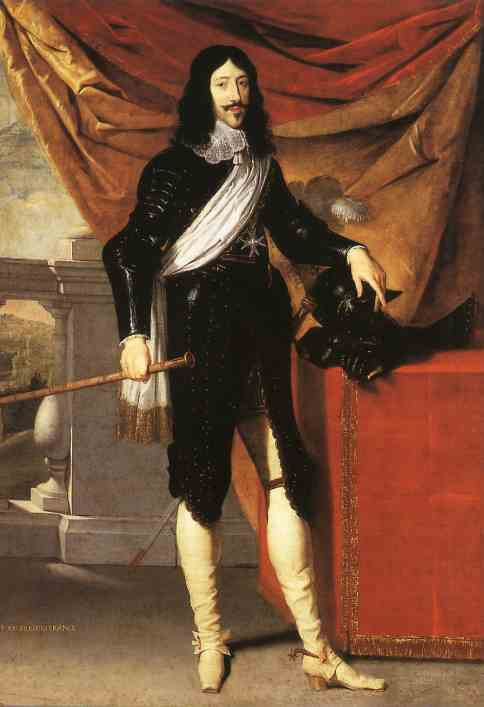
Louis XIII
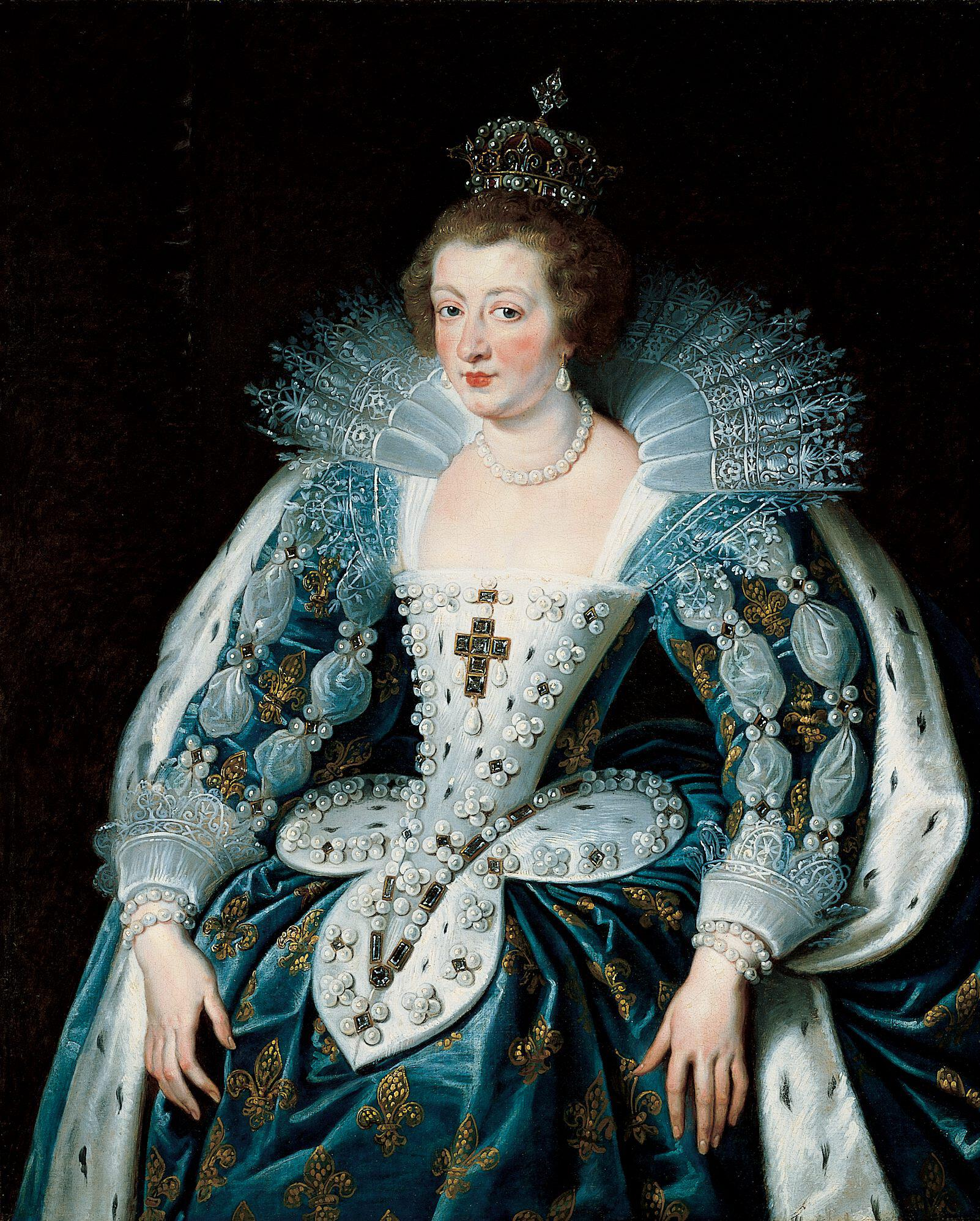
Anne d’Autriche

En 1642, Richelieu oblige Gaston d’Orléans, frère du roi, à assister à l’exécution de Cinq-Mars et de Thou. Le prince loge au château de La Motte.
À partir de 1655, la communauté des religieuses du couvent de Sainte-Élisabeth entreprend le rachat de toutes les parcelles du domaine morcelé entre les dix-neuf successeurs d’Hugues du Puys, précédemment cité. Les six dernières parcelles sont achetées à Jacques de Laube, seigneur de Bron. Les religieuses en conserveront la propriété jusqu’à la Révolution.
En 1662, on y fait des préparatifs pour la venue de Louis XIV à Lyon.

### La vocation militaire

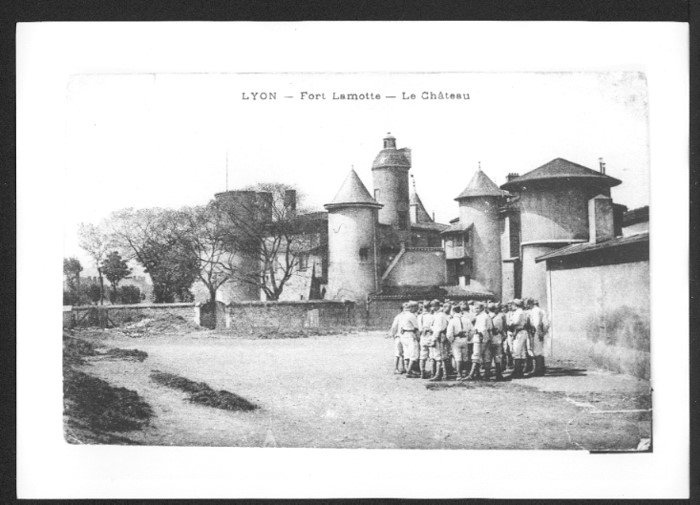
Militaires réunis devant le fort Lamothe début XXè siècle

En 1791, le domaine est vendu comme bien national à un lyonnais, Pierre Étienne Verd.
En 1821, Pierre Ducreux, avoué à Lyon, en devient propriétaire. Ayant refusé l’offre de rachat du général Rohault de Fleury, il est exproprié.
En 1831, le Gouvernement de Louis-Philippe décide de la construction - de 1831 à 1853- d'un système de fortifications destiné à protéger Lyon. L’État ayant acquis le domaine, un fort est construit ; la nouvelle enceinte englobe le château.

En 1864, La Motte devient le troisième plus important fort de l'agglomération et loge 1193 hommes. La construction d'une seconde enceinte de fortifications lui fait perdre son rôle stratégique : le site est transformé en casernement.
Après la première guerre mondiale, à l'initiative du ministre de la Guerre, André Maginot, une cité militaire est édifiée avec quatre blocs d'habitation.
Le 12 octobre 1942, le lieu est dénommé “Caserne Sergent Blandan” à l'occasion du centenaire de la mort héroïque à 23 ans, dans le cadre de la Campagne d'Afrique, du Sergent Blandan (d'origine lyonnaise).

### Le projet de parc public d'agrément

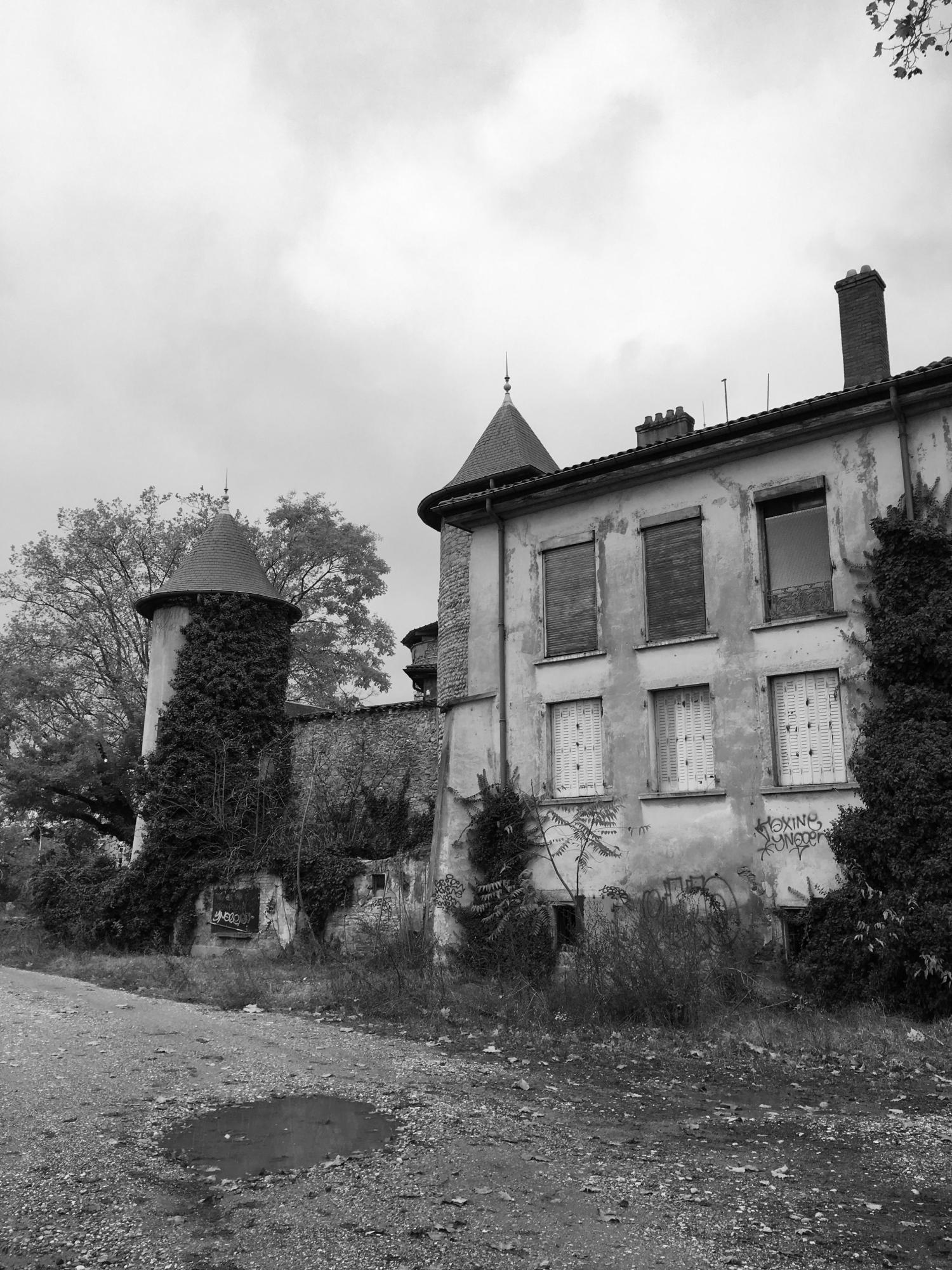
Château de la Motte dans le parc sergent Blandan

En 1999, l'armée quitte définitivement le château et le domaine, laissant la place à la Police Nationale. En 2007, Le Grand Lyon signe les actes d'acquisition du domaine dans le but d'y réaliser un parc urbain. En 2014, le Grand Lyon lance un appel à projets pour une réhabilitation en concept hôtelier. Mais le projet échoue du fait de la crise sanitaire liée au COVID.
En 2022, une partie de son toit s'écroule.
Le 27 mars 2024, la Métropole de Lyon annonce un nouveau projet confié au groupe Carré d'Or et visant à faire du château de la Motte, un lieu de réception à l'horizon 2027.

## Armoiries
- Villeneuve: losangé d’or et d’azur et parti d’or à trois viroles d’azur l’une dans l’autre
- Villeneuve (Humbert de): écartelé au premier et quatrième losangé d’or et d’azur qui est de Villeneuve ; aux deux et troisième d’argent à trois demi annelets (appelés aussi vires) de gueules l’un dans l’autre mouvant au deuxième quartier à dextre et au troisième à sénestre